# Stubbs (Kater)

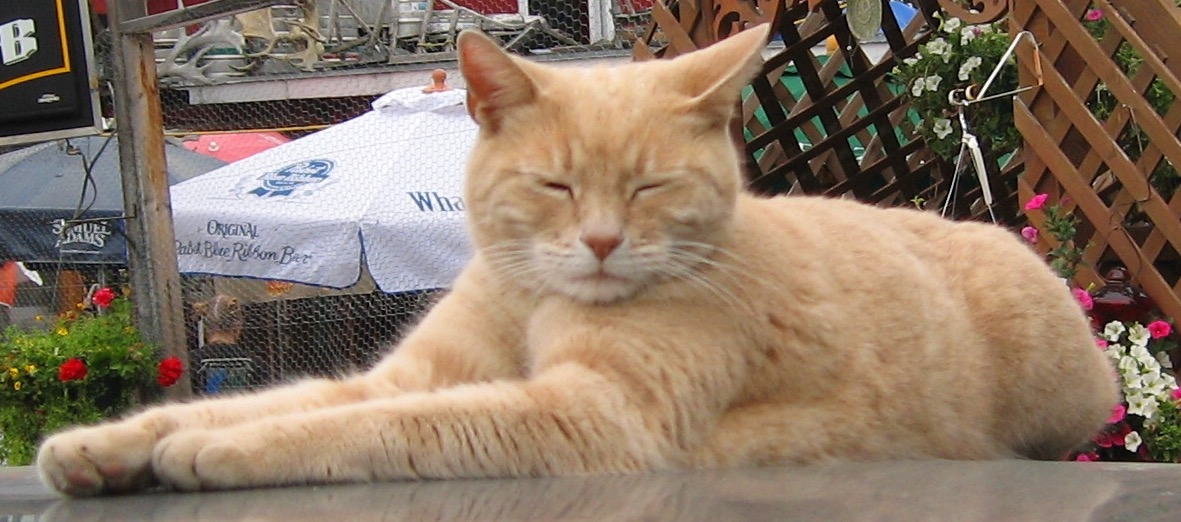
Stubbs (2006)

Stubbs (* 12. April 1997; † 21. Juli 2017) war ein gelbgestreifter Kater, der von 1998 bis zu seinem Tod fast 20 Jahre lang Katzenehrenbürgermeister (Honorary Feline Mayor) der US-amerikanischen Ortschaft Talkeetna in Alaska war.

## Biografie
Stubbs wurde 1997 von Lauri Stec adoptiert. Sie war die Geschäftsführerin von „Nagley’s General Store“ in Talkeetna, der damit auch zur Adresse des Katers wurde. Stubbs erhielt seinen Namen, weil er einen Stummelschwanz (englisch stub) hatte.
Stubbs übernahm 1998 im Alter von einem Jahr das Amt des Ehrenbürgermeisters von Talkeetna. Bei der Wahl soll die Mehrheit der Wähler mit den menschlichen Kandidaten unzufrieden gewesen sein und daher Stubbs auf die Wahlzettel geschrieben haben. Tatsächlich ist Talkeetna lediglich ein „historic district“ und hat als solcher gar keinen Bürgermeister.
Stubbs wurde zur Touristenattraktion. Er hatte eine eigene Facebook-Seite und erschien in überregionalen Medien, so etwa 2013 auf der Titelseite des Wall Street Journal. Der Kater erhielt Post aus der ganzen Welt. Täglich fragten Menschen, meist auf dem Weg in den nahen Denali-Nationalpark, nach „Mayor Stubbs“.
Stubbs überlebte einige lebensgefährliche Situationen: es wurde auf ihn geschossen, er landete im Müllwagen und in einer glücklicherweise kalten Fritteuse. 2013 wurde Stubbs von einem Hund aus der Nachbarschaft schwer verletzt, erholte sich jedoch wieder. 2016 gab es Gerüchte über seinen vermeintlichen Tod.
Stubbs starb am 21. Juli 2017 im Alter von 20 Jahren und drei Monaten, vergleichbar einem Menschen von 93 Jahren. Es gab weltweit Nachrufe in namhaften Medien.